# Black Beatles
"Black Beatles" é uma canção do duo de hip-hop norte-americano Rae Sremmurd, gravada para o seu segundo álbum de estúdio SremmLife 2. Conta com a participação do rapper Gucci Mane, sendo que foi composta pelos próprios intérpretes com auxílio de Mike Will Made It, tanto na composição como na produção. O seu lançamento ocorreu a 13 de setembro de 2016, através da EarDrummers Entertainments e Interscope Records, como terceiro single do disco.

## Desempenho nas tabelas musicais

### Posições
| Tabela musical (2016)                        | Melhor posição |
| -------------------------------------------- | -------------- |
| Alemanha - Single-Charts                     | 8              |
| Austrália - ARIA Singles Chart               | 3              |
| Áustria - Ö3 Austria Top 40                  | 13             |
| Bélgica - Ultratop 50 (Flandres)             | 9              |
| Bélgica - Ultratop 50 (Valónia)              | 26             |
| Canadá - Canadian Hot 100                    | 3              |
| Dinamarca - Tracklisten                      | 2              |
| Escócia - Scottish Singles Chart             | 4              |
| Espanha - PROMUSICAE                         | 3              |
| Estados Unidos - Billboard Hot 100           | 1              |
| Estados Unidos - Billboard Pop Songs         | 19             |
| Estados Unidos - Billboard R&B/Hip-Hop Songs | 1              |
| Finlândia - Suomen virallinen lista          | 2              |
| França - SNEP                                | 2              |
| Hungria - Single Top 40                      | 15             |
| Irlanda - Top 100 Singles                    | 3              |
| Israel - Media Forest                        | 8              |
| Itália - FIMI                                | 16             |
| Noruega - VG-lista                           | 2              |
| Nova Zelândia - NZ Top 40 Singles            | 1              |
| Países Baixos - Mega Single Top 100          | 6              |
| Países Baixos - Dutch Top 40                 | 13             |
| Portugal - Top 100 Singles                   | 3              |
| Reino Unido - UK Singles Chart               | 2              |
| Reino Unido - UK R&B Singles Chart           | 1              |
| Suécia - Sverigetopplistan                   | 3              |
| Suíça - Schweizer Hitparade                  | 4              |

### Certificações
| País          | Provedor          | Certificação |
| ------------- | ----------------- | ------------ |
| Brasil        | Pro-Música Brasil | Ouro         |
| Nova Zelândia | RMNZ              | Ouro         |
| Reino Unido   | BPI               | Prata        |